# Motologia
Motologia – nauka o motoryce ujmowana jako podstawa zdolności działania i komunikacji człowieka, o jej rozwoju, zaburzeniach i ich leczeniu. Za obszary stosowania motologii uważa się motopedagogikę, mototerapię i psychomotorykę. 
Motologia jest względnie młodą dziedziną multidyscyplinarną, ukierunkowaną naukowo, wywodzi się z psychomotoryki i łączy różne inne dyscypliny jak pedagogika, psychologia, medycyna, kultura fizyczna, socjologia, neurologia, psychologia rozwoju i filozofia, aby badać zależności pomiędzy ruchem, ciałem a rozwojem osobowości. Motologia określana jest „psychologią ruchu”.

## Kształcenie w zakresie motologii
Od roku 1986 studia podyplomowe z motologii oferowane są na uniwersytecie w Marburgu. Kierunek ten jest zorientowany na całościowość i na osobowość. Przedmiotem studiów motologicznych jest motoryka człowieka ujmowana jako jednostka funkcyjna składająca się z percepcji, mowy, przeżywania, myślenia, działania i odczuwania. Motoryka jest postrzegana jako podstawa zdolności do działania i komunikowania się człowieka.
Zagadnienia motologii koncentrują się na tym, jakie znaczenie ma ruch i „fizyczność” dla podstawowych procesów rozwojowych na przestrzeni całego życia. W związku z tym w motologii uformowały się różne założenia zorientowane na rozwój, zasoby i sytuacje, które stawiają sobie za cel wspieranie osobowości i zdrowia człowieka w każdym wieku. Ponadto motologia zajmuje się rozwojem motoryki, jej zaburzeniami i ich leczeniem.
Kwestią centralną w motologii, jako nauce o zależności pomiędzy ruchem a psychiką, jest pytanie, w jaki sposób można wspierać rozwój człowieka poprzez pracę z ciałem i ruchem. Motologia zajmuje się wszystkimi grupami wiekowymi: dziećmi i młodzieżą, dorosłymi i ludźmi w podeszłym wieku. Jako koncepcja pedagogiczna i terapeutyczna jest reprezentowana w wielu instytucjach przez będącą dla niej pojęciem nadrzędnym psychomotorykę.